# Nadi (yoga)

En förenklad bild av den subtila kroppen inom indisk filosofi, som visar de tre stora nadis (kanaler): Ida (B), Sushumna (C) och Pingala (D), som löper vertikalt i kroppen.

Nāḍī (sanskrit: नाड़ी) är en term för de kanaler genom vilka, inom traditionell indisk medicin och andlig teori, energier såsom prana från den fysiska kroppen, den subtila kroppen och kausalkroppen sägs flöda. Inom denna filosofiska ram sägs nadierna ansluta vid speciella intensitetspunkter, chakran. Alla nadis sägs härstamma från ett av två centra; hjärtat och kanda, den senare är en äggformad punkt i bäckenområdet, strax under naveln. De tre huvudsakliga nadierna löper från basen av ryggraden till huvudet och är ida till vänster, sushumna i mitten och pingala till höger. Målet är att avblockera dessa nadis för att skapa moksha (befrielse).